# Roger Brunet
Roger Brunet   (Tolosa, 30 de març de 1931) és un geògraf i cartògraf occità de referència mundial, autor de diversos llibres i revistes especialitzades i creador de la ciència Coremàtica, fonamentada en la noció dels coremes, per ell inventada. Ha estat professor universitari de diverses universitats occitanes i franceses i director mèrit de recerques del Centre national de la recherche scientifique (CNRS).
És considerat una de les figures més importants en l'àmbit de la geografia de la segona meitat del segle xx. Ha estat impulsor i fundador de la GIP RECLUS (Xarxa per a l'Estudi dels Canvis de Localitzacions i Unitats Espacials), un compendi d'equips de recerca que ha publicat importants anàlisis sobre les dinàmiques territorials, a escala nacional i europea.
Roger Brunet també ha estat impulsor d'una Geografia Universal, en deu volums, que recull les qüestions tractades pel seu equip i en particular les aportacions derivades del seu estudi dels coremes o choremes, una manera de representació de l'espai que va desenvolupar durant la seva carrera, donant origen a la coremàtica. Els coremes són representacions esquemàtiques destinades a crear models gràfics que representen un espai o un tipus d'espai i els fenòmens espacials que l'afecten.
També és el fundador de dues revistes especialitzades: L'Espace Géographie, creada el 1972, i Mappemonde, iniciada el 1986.
Els camps de recerca d'en Roger Brunet han estat diversos. Ha treballat la qüestió de l'ordenació territorial, així com també l'epistemologia de la geografia, la semiologia gràfica i, fins i tot, la toponímia.

## Biografia
Nascut a Tolosa de Llenguadoc, Roger Brunet hi va fer estudis superiors a la universitat d'aquesta ciutat. Es va llicenciar en Geografia l'any 1953. Va defensar la seva tesi doctoral estatal amb una investigació sobre “El camp de Tolosa» i va desenvolupar una tesi complementària sobre els «Fenòmens de discontinuïtat en geografia», l'any 1965.

### Carrera acadèmica
A partir d'aquí, successivament, fou director de projecte, professor adjunt i professor a la Universitat de Tolosa, entre els anys 1957 i 1966. Roger Brunet va abandonar llavors l'Occitània per establir-se a la Xampanya, com a professor de la Universitat de Reims, on va exercir entre els anys 1966 i 1976, a més d'esdevenir director de l'Institut de Reims de Geografia i director fundador de l'Institut d'Ordenació del Territori i Medi Ambient de la Universitat de Reims.
Després, Brunet es trasllada a París, on esdevé director de recerca al CNRS, director del Centre de documentació de Ciències Humanes i del laboratori Intergéo (1976-1981).

### Conseller Ministerial
Entre 1981 i 1984, va ser assessor tècnic del despatx del ministre de Recerca i Tecnologia, Jean-Pierre Chevènement, i després de Laurent Fabius, a més de responsable de les Ciències Humanes i de la Societat i, finalment, Cap del Departament de Ciències Humanes del Ministeri d'Investigacions i recerques francès.

### Funcions d'assessorament
- Presidències :
  - CEIBAP (Centre d'études inter-universitaire du Bassin parisien)
  - CELAM (Comité d'étude et de liaison pour l'aménagement de la Marne)
  - Comitè científic del laboratori d'antropologia social del Collège de France
  - Grand Colloque de Prospective du ministère de la Recherche sur la Géographie (1990)
  - Association pour la Fondation Sud
- Nomenaments o eleccions :
  - Comitè Assessor d'Universitats
  - Comitè Nacional d'Investigació Científica
  - Diverses comissions de planificació
  - Comissió Diderot
  - Consell Nacional d'Informació Geogràfica
  - Consell Nacional d'Estadística
  - Junta Directiva de l'ORSTOM i Comissió de Ciències Humanes
  - Consell Científic DATAR
  - Consell Nacional d'Ordenació del Territori (1990-1993)
  - Consell Científic de l'Institut Francès del Medi Ambient
  - Consell Científic de l'INRA
  - Comitè científic de la Fédération de l'Éducation nationale
  - Associació RECLUS

## Contribució a l'estudi de la geografia
El 1984, va fundar el grup d'interès públic RECLUS (Xarxa per a l'estudi dels canvis de localitzacions i unitats espacials), nom escollit en homenatge a Élisée Reclus, un dels primers autors d'una geografia universal, que va publicar-se entre els anys 1855 i 1894. Aquest grup d'investigadors liderat per Roger Brunet va desenvolupar una nova i colossal Geografia universal en deu volums, durant el periode de 1990 i 1996.
Va crear i dirigir les revistes l'Espacegraphique (1972 - 2003) i Mappemonde (1986 - 2004).
Es va fer cèlebre en l'àmbit de la gerografia per haver estat al capdavant del desenvolupament d'un nou mètode de representació esquemàtica de l'espai, fonamentat en els coremes o choremes, duran els anys vuitanta. El fou l'inventor d'aquest neologisme dels coremes, que va donar origen a la ciència de la coremàtica. Tanmateix, després d'haver estat molt utilitzada, fins i tot a l'educació secundària, la coremàtica és avui menys estesa i cada cop més criticada. Amb tot, gràcies als coremes ha estat possible definir i modelar la columna vertebral econòmica i geogràfica d'Europa i posar de manifest l'impacte econòmic i geogràfic de l'eix del Rin a les directrius polítiques dels països d'Europa occidental.
Vers l'any 2000, Roger Brunet va crear el web anomenat «Trésor des régions» (El tresor de les regions), on es detallen totes les regions, departaments, ciutats i conurbacions i altres llocs remarcables de l'actual territori de l'estat francès. Aquesta vasta base de dades, documentada per ell, es va completar l'any 2010. L'estudi es va basar en les seves experiències prèvies, tenint en compte que entre el periode 1972 i 1974 va publicar l'obra Découverte la France, amb l'editorial Larousse, i després, als anys 80, va iniciar el projecte, mitjançant el GIP RECLUS, d'una base de dades mundial d'ubicacions canviants.
A l'obra Geògrafs, generació 1930, sobre Roger Brunet, Paul Claval, Olivier Dollfus, François Durand-dastès, Armand Frémont, Fernand Verger (Presses Universitaires de Rennes, col·lecció Espace et Territories, 2009, 228 p., amb prefaci de Marie-Claire Robic), trobem una perspectiva de la seva vida professional per part de col·legues seus propers a la revista Espace Géographie, així com una tria personal dels seus propis escrits.
Així, el seu col·lega Yves Lacoste el descriu com un bon geògraf “la ideologia marxista del qual anava estranyament en la mateixa direcció que la influència americana... Cercava de trobar a totes les formes d'organització humana un panteó de figures geomètriques”, els coremes. Lacoste argumenta que Brunet “odiava la geografia física i preferia l'abstracció pura”, que denunciava com a vanitat.

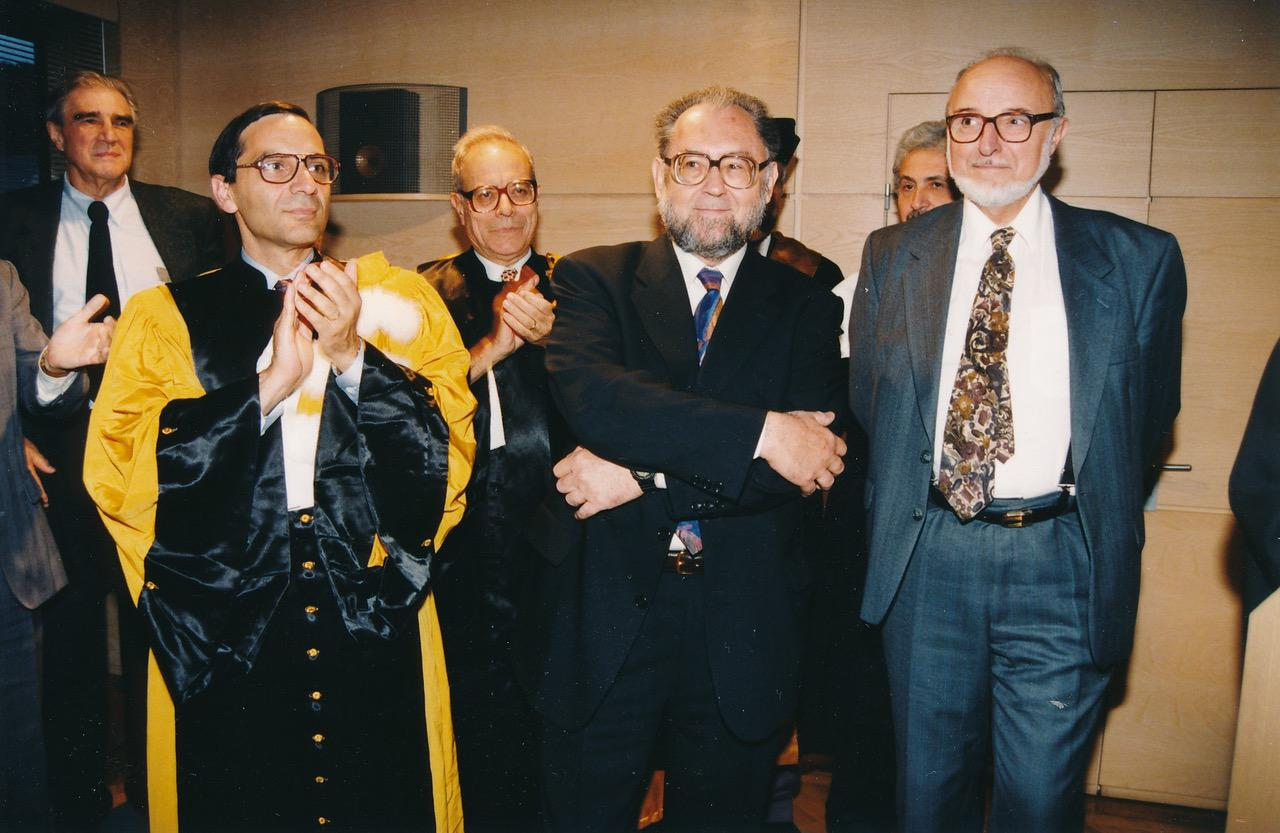
Roger Brunet (segon per la dreta) i Paul Claval (primer per la dreta), guanyadors del premi Vautrin Lud, l'any 1996.

## Homenatges i distincions
- Premi Vautrin-Lud del Festival Internacional de Geografia de Saint-Dié-des-Vosges (1996)
- És doctor honoris causa per les universitats de Lieja i Lausana.

## Principals publicacions
- Les Campagnes toulousaines, Université de Toulouse, 1965.
- Les Phénomènes de discontinuité en géographie, CNRS, 1967.
- Découvrir la France, Paris, Larousse, 1972-74, 7 volumes (dir.).
- Champagne, Basse-Bourgogne, Pays de Meuse, Paris, Flammarion, 1980.
- Atlas mondial des zones franches et paradis fiscaux, Fayard-Reclus, 1986.
- Le Redéploiement industriel, Reclus-ministère de l'Industrie, 1986.
- France, dynamiques du territoire, Datar-Reclus, 1986 (dir., avec J. Sallois).
- La Carte, mode d'emploi, Paris-Montpellier, Fayard-Reclus, 1987.
- La Vérité sur l'emploi en France, Larousse, 1987 (dir.).
- Montpellier Europole, Montpellier, Reclus, 1988 (dir.).
- La France dans l'espace européen, Reclus-GEM Régions, 1988.
- Les Villes « européennes », Montpellier-Paris, Datar-Reclus, La Documentation française, 1989.
- Le Déchiffrement du Monde, in Géographie Universelle t. 1 Mondes nouveaux, 1990.
- Le Territoire dans les turbulences, Montpellier, Reclus, 1990.
- Vers des réseaux transeuropéens, Reclus-GEM Réseaux et territoires, 1991.
- Les Mots de la géographie, dictionnaire critique, Reclus-La Documentation française, 1992, éd. 1993 (dir., avec R. Ferras et H. Théry), 518 p.
- La France, un territoire à ménager, Paris, Édition°1, 1994.
- La Russie nouvelle, Paris, La Documentation française (La Doc. Photographique), 1994.
- Atlas de la Russie et des pays proches (avec D. Eckert et V. Kolossov), Reclus-La Documentation française, 1995.
- La Russie et les pays proches, in Géographie Universelle t. 10 : Europes orientales, Russie, Asie centrale, Belin-Reclus, 1996.
- Champs et contrechamps. Raisons de géographe, Paris, 1997, Belin.)
- Territoires de France et d'Europe. Raisons de géographe, Paris, 1997, Belin.
- L'Aménagement du Territoire, Paris, La Documentation française (La Doc. Photographique), 1997.
- Le Déchiffrement du Monde. Théorie et pratique de la géographie, Paris, Belin, 2001, coll. Mappemonde, 400 p.
- La Russie. Dictionnaire géographique, Paris, La Documentation française, 2001, coll. Dynamiques du territoire, 480 p.
- Le Diamant: un monde en révolution, Paris, Belin, 2003, 416 p.
- Le Développement des territoires : formes, lois, aménagement, Paris, Éditions de l'Aube, 2005.
- Roger Brunet. Sustainable Geography (en anglès). ISTE-Wiley, 2011, p. 352. ISBN 978-1-118-62262-9.
- Atlas de la Touraine, La Crèche, Geste, 2016, 256 p.
- Trésor du terroir. Les noms de lieux de la France, Paris, CNRS Éditions, 2016, 656 p.
- Atlas du Berry, La Crèche, Geste, 2017, 288 p.
- Le Déchiffrement du monde. Théorie et pratique de la géographie, Paris, Belin, 2017, coll. Alpha, 528 p.
- Nouveaux territoires, nouveaux noms de la France. Paris, Hermann, 2021, 237 p.